# (93) Minerva
(93) Minerva ist ein Asteroid, der sich im mittleren Bereich des Asteroiden-Hauptgürtels bewegt. Mit einem mittleren Durchmesser von 154 km gehört Minerva zu den größten Asteroiden des Hauptgürtels. Minerva hat zwei Monde: Aegis und Gorgoneion mit Durchmessern von jeweils 3,2 km.

## Entdeckung und Benennung
Minerva wurde am 24. August 1867 vom amerikanischen Astronomen James Craig Watson in Ann Arbor, Michigan (USA) entdeckt. Der Asteroid war seine zweite Entdeckung im Asteroidengürtel und erhielt die provisorischen Bezeichnungen 1902 DA und 1949 QN2.
Benannt wurde der Asteroid nach Minerva, einer Göttin aus der römischen Mythologie, dem Äquivalent der Athene, der Göttin der Weisheit aus der griechischen Mythologie. Im antiken Rom gehörte Minerva neben Jupiter und Juno zu der Kapitolinische Trias, den drei bedeutendsten Stadtgottheiten, die auf dem Kapitol verehrt wurde. Ihr Tempel stand einst in der Mitte des Aventinhügels.
Insgesamt wurde der Asteroid durch mehrere erdbasierte Teleskope beobachtet, insgesamt bisher 1836 Mal innerhalb von 147 Jahren. (Stand Sept. 2017)

## Bahneigenschaften

### Umlaufbahn
Minerva umkreist die Sonne auf einer prograden, elliptischen Umlaufbahn zwischen 354.870.000 km (2,37 AE) und 469.500.000 km (3,14 AE) Abstand zu deren Zentrum. Die Bahnexzentrizität beträgt 0,139, die Bahn ist um 8,5° gegenüber der Ekliptik geneigt. Ihre Bahn liegt demnach im mittleren Asteroidengürtel.
Die Umlaufzeit von Minerva beträgt 4,57 Jahre.
Minerva ist ein Interloper in der gut 2500 Asteroiden umfassenden Gefion-Familie, einer Gruppe von Asteroiden mit ähnlichen Umlaufbahnen, die nach (1272) Gefion benannt ist. Diese gehören – im Unterschied zu Minerva – für gewöhnlich zu den S-Typ-Asteroiden. Früher wurde diese Gruppe auch als Minerva-Familie bezeichnet.

### Rotation
Minerva rotiert in 5 Stunden und 59 Minuten einmal um ihre Achse. Daraus ergibt sich, dass der Asteroid in einem Minerva-Jahr 6.702,3 Eigendrehungen („Tage“) vollführt.

## Physikalische Eigenschaften

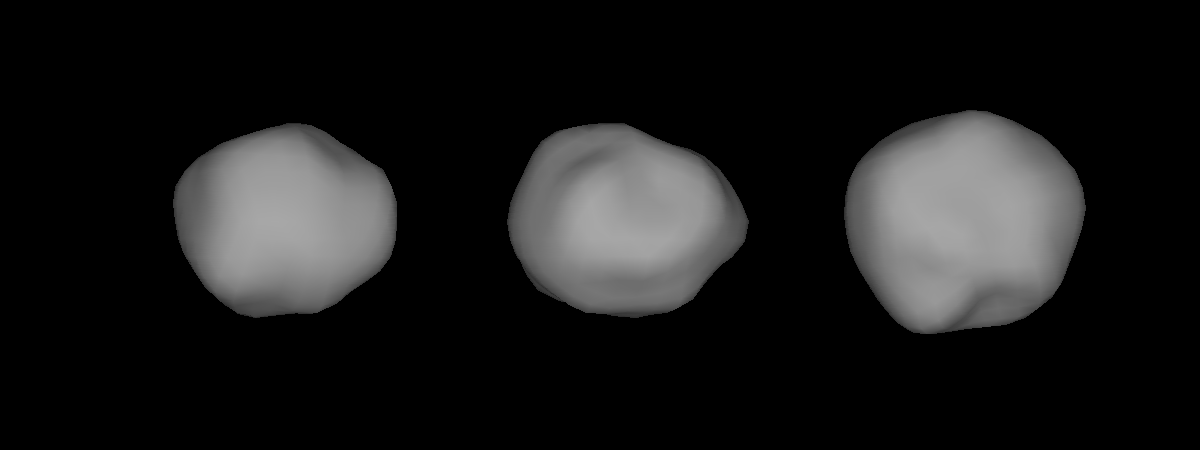
Minerva im 3D–Modell

### Größe
Die genaueste Durchmesserbestimmung (Geometrisches Mittel) von Minerva liegt bei 154,155 km. Während die Hauptkörper der Mehrfachsysteme im Asteroiden-Hauptgürtel zumeist längliche Formen haben, weisen die bisherigen Beobachtungen auf einen ungewöhnlich rundlich geformten Körper hin;
Ausgehend von einem mittleren Durchmesser von 154 km ergibt sich eine Oberfläche von etwa 74.700 km2, was etwa zwischen den Flächen Irlands und Tschechiens liegt.
Bestimmungen des Durchmessers für Minerva
| Jahr | Abmessungen km  | Quelle         |
| ---- | --------------- | -------------- |
| 1982 | 170,8 ± 1,4     | Millis et al.  |
| 2001 | 141,55 ± 4      | IRAS           |
| 2005 | 146,0 ± 5       | Dunham et al.  |
| 2012 | 154,155 ± 1,298 | Masiero et al. |

(Die präziseste Bestimmung ist fett markiert.)

### Innerer Aufbau
Minerva gehört zu den C-Typ-Asteroiden (nach anderer Einordnung: CU). Die vergleichsweise hohe mittlere Dichte von 1,9 g/cm3 – C-Typ-Asteroiden weisen zumeist Dichten von 0,8 – 1,3 g/cm3 auf – ist ein Indiz für eine abweichende Zusammensetzung, die den trockenen, kohlenstoffreichen Chondriten ähnlich ist. Spektroskopischen Analysen halten die Möglichkeit offen, dass Minerva wie der Zwergplanet Ceres zu den G-Typ-Asteroiden gehören könnte. Der Asteroid besitzt eine dunkle Oberfläche mit einer Albedo von 0,05; die Oberflächenfärbung ist damit dunkler als Kohle.
Ausgehend von einer ähnlichen Zusammensetzung wie die auf der Erde gefundenen Chondrit-Meteoriten, handelt sich nicht um einen kompakten Körper, sondern um ein Rubble Pile, eine Ansammlung von Staub und Gesteinen, die von Hohlräumen durchsetzt ist. Die Porosität wird auf über 30 % geschätzt.
Die Masse von Minerva ließ sich bislang auf 3,35 ∙ 1018 kg berechnen. Die absolute Helligkeit wird mit 8,0 mag angegeben.
Die mittlere Oberflächentemperatur beträgt rund 168 K (−105 °C).

## Das Minerva-Dreifachsystem
Am 16. August 2009 wurden zwei Begleiter von Minerva durch ein Team um Franck Marchis mittels adaptiver Optik des Keck-Teleskops II entdeckt. Beide Objekte umkreisen den Asteroiden in gleichförmigen Abständen auf beinah kreisförmigen Bahnen (Exzentrizitäten unter 0,05); durch die Bahnneigungen von um 90° stehen die Orbits praktisch senkrecht zu Minervas Äquator. Die beiden Monde erhielten im Dezember 2013 von der Internationalen Astronomischen Union (IAU) die offiziellen Namen Gorgoneion und Aegis.
Der innere Mond Gorgoneion, zunächst als S/2009 (93) 2 bezeichnet, hat einen Durchmesser rund 3 km und umkreist Minerva in einem Abstand von 375 km in 26,8 Stunden. Durch die Bahnneigung von knapp über 90° ist Gorgoneions etwas exzentrischere Umlaufbahn leicht retrograd.
Der äußere Mond Aegis, zunächst als S/2009 (93) 1 bezeichnet, hat einen Durchmesser rund 4 km und umkreist Minerva in einem Abstand von rund 624 km in 57,7 Stunden. Da die Bahnneigung noch knapp unter 90° liegt, zählt Aegis’ Orbit gerade noch zu den prograden Umlaufbahnen.
Minerva ist nach (87) Sylvia, (45) Eugenia, (3749) Balam, und (216) Kleopatra das fünfte entdeckte Asteroiden-Mehrfachsystem im Hauptgürtel. Von den Zwergplaneten Pluto und Haumea – die ebenfalls eine Asteroiden-Nummer besitzen – abgesehen, ist es insgesamt nach Sylvia, Eugenia, (47171) Lempo, (153591) 2001 SN263, Balam, Kleopatra und (136617) 1994 CC das achte bekannte Asteroiden-Mehrfachsystem im Sonnensystem.
Das Minerva-System in der Übersicht:
| Komponenten             | Physikalische Parameter | Physikalische Parameter | Physikalische Parameter | Bahnparameter        | Bahnparameter  | Bahnparameter | Bahnparameter                  | Entdeckung       | Entdeckung             |
| Name                    | Durch- messer (km)      | Relativ- größe %        | Masse (kg)              | Große Halbachse (km) | Umlaufzeit (d) | Exzentrizität | Inklination zu Sylvias Äquator | Datum Entdeckung | Datum Veröffentlichung |
| ----------------------- | ----------------------- | ----------------------- | ----------------------- | -------------------- | -------------- | ------------- | ------------------------------ | ---------------- | ---------------------- |
| (93) Minerva            | 141,6                   | 100,00                  | 3,3 · 1018              | —                    | —              | —             | —                              | 24. Aug. 1867    | 1867                   |
| Gorgoneion (Minerva II) | 3,2                     | 2,1                     | ?                       | 375,0                | 1,1147         | 0,05          | 91,4                           | 16. Aug. 2009    | 31. Aug. 2009          |
| Aegis (Minerva I)       | 3,6                     | 2,3                     | ?                       | 623,5                | 2,4060         | 0,00          | 89,0                           | 16. Aug. 2009    | 31. Aug. 2009          |